# Film sulla guerra del Vietnam
I film sulla guerra del Vietnam costituiscono un nutrito filone cinematografico, sottogenere dei film di guerra dedicato alla guerra del Vietnam, che si è sviluppato negli Stati Uniti d'America a partire dalla fine degli anni sessanta e conclusosi sulla metà degli anni novanta; la stragrande maggioranza delle produzioni ha guadagnato riscontri positivi e spesso è stata finanziata da importanti studi cinematografici di Hollywood.

## Sinossi storica
La guerra del Vietnam è stata portata sullo schermo per la prima volta dal film francese 317º battaglione d'assalto (La 317eme section), diretto da Pierre Schoendoerffer nel 1965, che narra delle vicissitudini di un plotone francese sperduto nella giungla indocinese, negli ultimi giorni della guerra francese in Indocina, terminata nel 1954 con la sconfitta di Dien Bien Phu. Per quanto riguarda la filmografia americana, il primo film americano di rilievo che porta il Vietnam sugli schermi cinematografici è Berretti verdi (The Green Berets), fortemente voluto dalla star americana John Wayne, che ne è anche il protagonista. Il film nasceva da una prospettiva ideologica "militante" estranea al cinema hollywoodiano: le majors infatti erano riluttanti ad affrontare temi politicamente scottanti e dagli incerti rientri finanziari.
Solo dalla seconda metà degli anni settanta, Hollywood si approprierà del Viet-movie e ne farà un filone di successo. I Viet-movies possono essere distinti in tre categorie: la prima è una fusione tra film di guerra classico e film d'azione, in cui è in gioco il raggiungimento di un fine superiore. A questa tipologia appartengono Berretti verdi, Vittorie perdute (Go Tell the Spartans) (1978, Ted Post), Hamburger Hill: collina 937 (Hamburger Hill) (1987, John Irvin), le serie Rambo e Rombo di tuono (Missing in Action), interpretati rispettivamente da Sylvester Stallone e Chuck Norris. Berretti verdi utilizza tutto l'arsenale retorico delle pellicole degli anni quaranta e anni cinquanta sulla seconda guerra mondiale. Collocata in tutt'altro contesto, questa retorica risulta inevitabilmente anacronistica. La ferita della prima grande sconfitta militare degli Stati Uniti è ancora una ferita aperta nell'opinione pubblica americana.
Vittorie perdute è ambientato nel Vietnam del 1964 e calca sulla differenza ideologica tra la "giusta" seconda guerra mondiale e lo "sporco" conflitto vietnamita. Durante la guerra, Hollywood evitava di prendere posizione, al contrario di quanto era avvenuto durante il conflitto mondiale o anche durante la recente guerra di Corea. Il Vietnam veniva comunque citato indirettamente in alcune produzioni indipendenti, per lo più legate alle controculture giovanili. Ad esempio, in Alice's Restaurant i giovani hippies escogitano mille trucchi per non farsi arruolare (lo stesso tema sarà ripreso poi in altre produzioni quali Un mercoledì da leoni o Hair). In Ciao America!, un ancora sconosciuto Robert De Niro è protagonista di una scena "politicamente scorretta" costringendo una giovane prigioniera vietcong a spogliarsi davanti alle telecamere.
Nello stesso periodo, i registi più radical inaugurano il filone del western revisionista, visto cioè dalla prospettiva dei vinti: i massacri di gente indifesa nei villaggi indiani in film come Piccolo Grande Uomo o Soldato blu possono essere visti come metafore della sistematica distruzione dei villaggi vietnamiti ad opera delle truppe americane. Nel periodo della presidenza reaganiana il cinema americano ormai è maturo per una riflessione sul recente passato. Gli anni ottanta sanciscono per Hollywood il recupero di alcuni principi del cinema classico: rigida organizzazione industriale, scrittura trasparente e narrazione forte. Lo spirito revanscista americano è incarnato dai primi due film della serie Rambo (1982 e 1985). La seconda categoria è incentrata sugli effetti generati dalla guerra e sui tentativi di reazione dei personaggi: il filone dei reduci si apre con un soldato morto che rientra in patria da vampiro in La morte dietro la porta di Bob Clark, ma la serie è lunghissima.
Gli esempi più significativi in questo senso sono Tornando a casa (1978, Hal Ashby), Taxi Driver (1976, Martin Scorsese) e Il cacciatore (1978, Michael Cimino). Le difficoltà di reinserimento sociale dei reduci erano state esplorate precocemente da Hi, Mom! (1969, Brian De Palma), una black comedy in cui Robert De Niro fallisce i suoi tentativi di ritrovare i ritmi quotidiani della vita civile. Dopo aver provocato un attentato dinamitardo, ad una troupe televisiva accorsa sul posto De Niro si presenta come un testimone oculare e rivolge un saluto alla madre, come i soldati intervistati al fronte indocinese. Isolato è anche il tono da commedia de Gli amici di Georgia in cui Arthur Penn ci mostra un reduce che torna con moglie vietnamita e due figli al seguito. Sempre Robert De Niro incarna la figura del reduce in Taxi Driver, che racconta la vicenda dell'alienato e paranoico Travis Bickle.
I riferimenti al Vietnam sono limitati e indiretti, ma «a Travis [...] sono rimasti i segni dell'esperienza passata: la disciplina militare, l'azione in battaglia, il senso di precarietà che è tipico del soldato in guerra, hanno lasciato delle tracce interiori e l'insonnia ne è in qualche modo l'aspetto visibile». Il ruvido realismo di Taxi Driver costituisce una delle interpretazioni più inquietanti e riuscite della figura del reduce: le difficoltà di adattamento sociale di Travis vengono picarescamente risolte con un'azione violenta, come ha imparato dalla legge della guerra. Tornando a casa è incentrato sul triangolo amoroso tra Sally (Jane Fonda), suo marito Bob (Bruce Dern) e il fisicamente menomato Luke (Jon Voight). Bob parte per il Vietnam e ne ritorna mentalmente stravolto: è incapace di reagire alla propria menomazione e si suiciderà. Luke inizia a vivere costruttivamente, lottando per la causa pacifista. Sally attua un processo di liberazione attraverso il rapporto sessuale con Luke, portatore di nuovi valori morali.
La terza categoria, infine, riporta la guerra vietnamita a una dimensione emotiva e mentale: a titolo esemplificativo possono essere citati Apocalypse Now (1979, Francis Ford Coppola), Platoon (1986, Oliver Stone) e Full Metal Jacket (1987, Stanley Kubrick). Apocalypse Now e soprattutto Full Metal Jacket pongono il Vietnam in una dimensione simbolica e interiorizzata. La guerra non è un rito di passaggio alla Remarque: il Vietnam è lo sfondo di una crisi interiore, che colpisce personaggi già adulti. Il disincantato pessimismo che caratterizza queste pellicole è, probabilmente, il miglior linguaggio cinematografico per esorcizzare quella che è stata la prima pesante sconfitta delle forze armate americane.

## Le opere

### I film per il cinema
Questa lista è suscettibile di variazioni e potrebbe essere incompleta o non aggiornata.

- I disperati della gloria (Les parias de la gloire) (1964), regia di Henri Decoin
- 317º battaglione d'assalto (1965), regia di Pierre Schoendoerffer
- Operation C.I.A. (1965), regia di Christian Nyby [2]
- A un passo dall'inferno (To the Shores of Hell) (1966), regia di Will Zens
- Berretti verdi (The Green Berets) (1967), regia di John Wayne
- The Edge (1968), regia di Robert Kramer [2]
- Ciao America! (Greetings) (1968), regia di Brian De Palma
- In the Year of the Pig (1969), regia di Emile De Antonio [2]
- The Activist (1969), regia di Art Napoleon [2]
- Hail, Hero! (1969), regia di David Miller [2]
- America, America, dove vai? (Medium Cool) (1969), regia di Haskell Wexler
- Alice's Restaurant (1969), regia di Arthur Penn, ispirato all'omonima canzone di Arlo Guthrie
- M*A*S*H (1970), regia di Robert Altman
- Fragole e sangue (The Strawberry Statement) (1970), regia di Stuart Hagman
- L'impossibilità di essere normale (Getting Straight) (1970), regia di Richard Rush
- Un mucchio di bastardi (1970), regia di Jack Starrett
- Homer (1970), regia di John Trent [2]
- Cowards (1970), regia di Simon Nuchtern [2]
- Punishement Park (1971), regia di Peter Watkins [2]
- Il piccione d'argilla (Clay Pigeon) (1971), regia di Tom Stern
- The Hard Ride (1971), regia di Burt Topper [2]
- Billy Jack (1971), regia di Tom Laughlin [2]
- My Old Man's Place (1971), regia di Edwin Sherin [2]
- Summertree (1971), regia di Anthony Newley [2]
- Limbo (1972), regia di Mark Robson
- I visitatori (The Visitors) (1972), regia di Elia Kazan
- Welcome Home, Soldier Boys (1972), regia di Richard Compton [2]
- Slaughter, l'uomo mitra (Slaughter) (1972), regia di Jack Starrett
- Two People (1973), regia di Robert Wise [2]
- La morte dietro la porta (Dead of Night) (1974), regia di Bob Clark
- Tracks, lunghi binari della follia (Tracks) (1975), regia di Henry Jaglom
- Guerrieri dell'inferno (Dog Soldiers - Who'll Stop the Rain?) (1977), regia di Karel Reisz
- Rolling Thunder (1977), regia di John Flynn
- Vittorie perdute (Go Tell the Spartans) (1978), regia di Ted Post
- Un mercoledì da leoni (Big Wednesday) (1978), regia di John Milius
- Il cacciatore (The Deer Hunter) (1978), regia di Michael Cimino
- I ragazzi della compagnia C (The boys in company C) (1978), regia di Sidney J. Furie
- Tornando a casa (Coming Home) (1978), regia di Hal Ashby
- American Graffiti 2 (More American Graffiti) (1979), regia di Bill L. Norton
- Apocalypse Now (1979), regia di Francis Ford Coppola
- Hair (1979), regia di Miloš Forman
- Gli amici di Georgia (Four Friends) (1981), regia di Arthur Penn
- Rambo (First Blood) (1982), regia di Ted Kotcheff
- Fratelli nella notte (Uncommon Valor) (1983), regia di Ted Kotcheff
- Streamers (1983), regia di Robert Altman
- Tornado (1983), regia di Antonio Margheriti
- Rombo di tuono (Missing in action) (1984), regia di Joseph Zito
- Birdy - Le ali della libertà (Birdy) (1984), regia di Alan Parker
- Rambo 2 - La vendetta (Rambo: First Blood Part II) (1985), regia di George Pan Cosmatos
- Missing in action (Missing in Action: the Beginning) (1985), regia di Lance Hool
- Cobra Mission (1986), regia di Fabrizio De Angelis
- Platoon (1986), regia di Oliver Stone
- Ricercati: ufficialmente morti (Extreme Prejudice) (1986), regia di Walter Hill
- Full Metal Jacket (1987), regia di Stanley Kubrick
- Giardini di pietra (Gardens of Stone) (1987), regia di Francis Ford Coppola
- Good Morning, Vietnam (1987), regia di Barry Levinson
- Hamburger Hill: collina 937 (1987), regia di John Irvin
- Braddock (1987), regia di Aaron Norris
- Bat*21 (Bat 21), (1988), regia di Peter Markle
- 1969 - I giorni della rabbia (1969) (1988), regia di Ernest Thompson
- Dear America - Lettere dal Vietnam (Dear America: Letters Home from Vietnam) (1988), regia di Bill Couturié
- Saigon (1988), regia di Christopher Crowe
- Vittime di guerra (Casualties of War) (1989), regia di Brian De Palma
- A Better Tomorrow III (1989), regia di Tsui Hark
- Nato il quattro luglio (Born on the Fourth of July), regia di Oliver Stone (1989)
- Ritorno dalla morte (Welcome home!), regia di Franklin J. Schaffner (1989)
- Vietnam - Verità da dimenticare (In Country) (1989), regia di Norman Jewison
- Jacknife - Jack il Coltello (Jacknife) (1989), regia di David Hugh Jones
- 84 Charlie Mopic (1989), regia di Patrick Sheane Duncan
- Bullet in the Head (Die xue jie tou) (1990), regia di John Woo
- Allucinazione perversa (Jacob's Ladder) (1990), regia di Adrian Lyne
- La Collina dell'onore (Platoon Leader) (1991), regia di Aaron Norris
- L'ultimo Attacco (Flight of the Intruder) (1991), regia di John Milius
- Tra cielo e terra (Heaven & Earth) (1993), regia di Oliver Stone
- Forrest Gump (1994), regia di Robert Zemeckis
- Dollari sporchi (Dead Presidents) (1995), regia di Allen e Albert Hughes
- La guerra dei bugiardi (A Bright Shining Lie) (1998), regia di Terry George
- Tigerland (2000), regia di Joel Schumacher
- We Were Soldiers - Fino all'ultimo uomo (2002), regia di Randall Wallace
- The Fog of War - La guerra secondo Robert McNamara, regia di Errol Morris, 2003
- L'alba della libertà (2006), regia di Werner Herzog
- The White Silk Dress, regia di Luu Huynh (2006)
- Tropic Thunder (2008), regia di Ben Stiller
- Tunnel Rats (2008), regia di Uwe Boll
- My Lai Four (2009), regia di Paolo Bertola
- La battaglia di Long Tan (Danger Close: The Battle of Long Tan), regia di Kriv Stenders (2019)
- Da 5 Bloods - Come fratelli (Da 5 Bloods) 2020 diretto da Spike Lee

### Film per la TV
C'è da segnalare che la maggior parte delle serie televisive prodotte negli Stati Uniti tra gli anni settanta e i primi anni ottanta presenta tematiche riguardanti i reduci della guerra del Vietnam, in particolare il difficile reintegro dei reduci all'interno della società. Serie in particolare che trattano dell'argomento sono: Magnum, P.I., A-Team, Simon & Simon, Riptide, Ai confini della realtà mentre in molte altre vi sono comunque riferimenti alle vicende belliche.

### Documentari televisivi
- Appuntamento con la Storia: La Guerra del Vietnam presentata da Alessandro Cecchi Paone.
- (EN) Vietnam: A Television History. 1983. Scritto da Judith Vecchione., su IMDb, IMDb.com.
- (EN) The Fall of Saigon. 1995. Direttore Michael Dutfield. Produzione Barraclough Carey Productions., su IMDb, IMDb.com.
- (EN) Vietnam in HD. 2011. Narrato da Michael C. Hall. Produzione A&E Television Networks, Lou Reda Productions., su IMDb, IMDb.com.